# Geertruydt Roghman
Geertruydt Roghman (Amsterdam, 1625 - aldaar, 1651/1657) was een Nederlands tekenares en etsster.

## Leven en werk
Roghman werd 19 oktober 1625 gedoopt in de Nieuwe Kerk (Amsterdam) als Giertje, dochter van de graveur Henrick Lambertsz Roghman en Maria Jacobs Savery. Haar moeder was een telg van de kunstenaarsfamilie Savery.
Haar broer Roelant maakte een serie landschapstekeningen (ca. 1645-1648), die door Geertruydt werden verwerkt tot prent en werden uitgegeven onder de titel Plaisante Landschappen ofte vermakelijcke Gesichten na 't Leven geteekent door Roelant Rogman. Van haar eigen hand is onder andere een serie van vijf gravures bekend met vrouwenwerkzaamheden. Ze maakte een portretgravure naar een door haar oudoom, de hofschilder Roelant Savery, gemaakt schilderij van Paulus Moreelse. Roghmans jongere zuster Magdalena maakte ook gravures.
Roghman overleed tussen 1651 en 1657. Een groot deel van haar werk bevindt zich in het prentenkabinet van het Rijksmuseum Amsterdam.
- Biblioteca Nacional de España: XX1555707
- Biografisch Portaal: 11553749
- Digitale Bibliotheek voor de Nederlandse Letteren: rogh002
- Gemeinsame Normdatei: 120237980X
- KulturNav: fa6f27dd-516a-4ab1-8575-334c40725157
- Nederlandse Thesaurus van Auteursnamen: 092734510
- RKD-Nederlands Instituut voor Kunstgeschiedenis: 67730
- Système universitaire de documentation: 251114422
- Museum of New Zealand Te Papa Tongarewa: 1988
- Union List of Artist Names: 500020492
- Virtual International Authority File: 95807214
- WorldCat: E39PBJgH98PV6XccQByKcXkbh3